# 聖徳寺 (台東区)
聖徳寺（しょうとくじ）は、東京都台東区にある浄土宗の寺院。

## 歴史

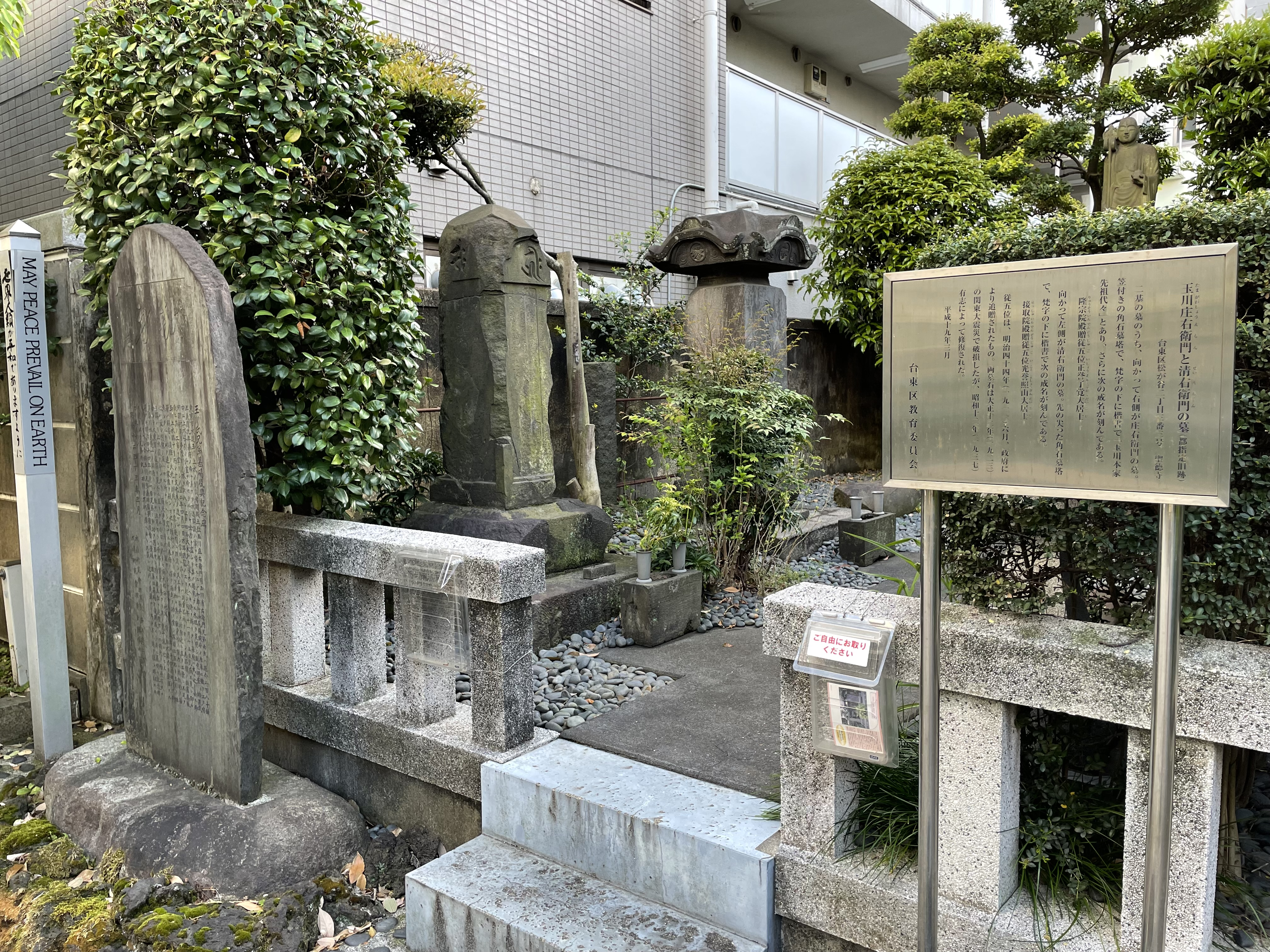
玉川庄右衛門と清右衛門の墓

創建年代は不明であるが、聖実によって開山された。聖実は聖徳太子像を携えて、現在の皇居があったところに寺を創建した。1453年（享徳2年）、加誉良祐によって中興された。これまでの当寺の宗派は不明であったが、このときに浄土宗となった。
その後は、江戸の町内を転々とし、1657年（明暦3年）に現在地に移転した。
なお、聖実が携えていた聖徳太子像は、1923年（大正12年）の関東大震災で焼失している。
墓地には、玉川上水を開削した玉川兄弟（玉川庄右衛門・清右衛門）の墓がある。

## 交通アクセス
- 稲荷町駅より徒歩約6分（経路案内）。